# Grodziszów
Grodziszów (deutsch Rohrau) ist ein Dorf in Niederschlesien. Der Ort liegt in der Gmina Siechnice im Powiat Wrocławski in der polnischen Woiwodschaft Niederschlesien.

## Geographie

### Geographische Lage
Das Straßendorf Grodziszów liegt fünf Kilometer südlich des Gemeindesitzes Siechnice (Tschechnitz) sowie 17 Kilometer südöstlich der Kreis- und Woiwodschaftshauptstadt Breslau. Der Ort liegt in der Nizina Śląska (Schlesische Tiefebene) innerhalb der Równina Wrocławska (Breslauer Ebene).
Nordöstlich des Ortes verläuft die Bahnstrecke Bytom–Wrocław.

### Nachbarorte
Nachbarorte von Grodziszów sind im Nordwesten Zębice (Sambowitz) und im Südwesten Sulęcin (Saulwitz).

## Geschichte
Das Dorf wurde 1253 erstmals als Rudigerowici erwähnt. Eine weitere Erwähnung erfolgte 1336 als Rorow.
Nach dem Ersten Schlesischen Krieg 1742 fiel Rohrau zusammen mit dem größten Teil Schlesiens an Preußen. 1783 bestanden im Ort ein Vorwerk, eine Mühle und 15 andere Häuser sowie 104 Einwohner.
Nach der Neugliederung Preußens gehörte die Landgemeinde Rohrau ab 1815 zur Provinz Schlesien und war ab 1816 dem Landkreis Ohlau eingegliedert. 1874 wurde der Amtsbezirk Rohrau gegründet, welcher die Landgemeinden Jungwitz, Rohrau, Saulwitz und Schockwitz und den Gutsbezirk Rohrau umfasste. Erster Amtsvorsteher war der Rittergutsbesitzer von Lucadou in Rohrau. 1885 zählte der Ort 130 Einwohner.
Am 30. September 1928 wurde Rohrau nach Saulwitz eingemeindet. Bis 1945 befand sich der Ort als Ortsteil von Saulwitz im Landkreis Ohlau.
Als Folge des Zweiten Weltkriegs fiel Rohrau wie fast ganz Schlesien 1945 an Polen, wurde in Grodziszów umbenannt und der Woiwodschaft Breslau angegliedert. Die deutsche Bevölkerung wurde, soweit sie nicht vorher geflohen war, weitgehend vertrieben. Die neu angesiedelten Bewohner waren zum Teil Heimatvertriebene aus Ostpolen. 1999 kam der Ort zum Powiat Wrocławski in der Woiwodschaft Niederschlesien.

## Sehenswürdigkeiten
- Alter Dorffriedhof mit erhaltenen deutschen Grabmälern